# Xã Monroe, Quận Morgan, Indiana
Xã Monroe (tiếng Anh: Monroe Township) là một xã thuộc quận Morgan, tiểu bang Indiana, Hoa Kỳ. Năm 2010, dân số của xã này là 4.904 người.